# Dubiaranea nivea
Dubiaranea nivea là một loài nhện trong họ Linyphiidae. Loài này được phát hiện ở Bolivia.